# Sablatnig SF 2
Die Sablatnig SF 2 war ein deutsches Militärflugzeug zur Zeit des Ersten Weltkriegs. Die Marinebezeichnung lautete BFT für „B-Flugzeug mit FT-Sender“, was für ein unbewaffnetes zweisitziges Seeflugzeug mit Funkausrüstung stand.

## Entwicklung
Josef Sablatnig entwickelte die SF 2 aus dem Vorgänger SF 1, der ein Einzelstück blieb und im Oktober 1915 von der Marine übernommen worden war. Mit dem Flugzeug recht zufrieden, vergab die Marineleitung für das neue Flugzeug einen Serienauftrag über 16 Flugzeuge. Somit war die SF 2 das erste in Serie gebaute Seeflugzeug Sablatnigs. Da er aber erst am 5. Oktober 1916 in der Lage war, sein eigenes Unternehmen, die Sablatnig Flugzeugbau GmbH Berlin, zu gründen, übernahm die Richard Goetze KG in Treptow den Bau. Im Gegensatz zur SF 1 hatte die SF 2 eine verkleinerte Tragflügelfläche bei vergrößertem Leitwerk und veränderten Flügelholmen- und Streben, was die Masse etwas ansteigen ließ. Im Juni 1916 begann die Erprobung des Prototyps mit der Marinenummer 580. Während der sich anschließenden Abnahmeflüge stürzte die SF 2 im Folgemonat Juli vor Warnemünde in die Ostsee und wurde schwer beschädigt. Nach nochmaligen Änderungen des Leitwerks, der Schwimmer und der Anordnung der Tragflächenstreben konnte die Abnahme beendet werden und die Marine erhöhte im Mai 1916 ihre Bestellung um weitere zehn Flugzeuge, deren Bau bei der LFG durchgeführt wurde. Der Prototyp der zweiten Serie wurde am 1. Januar 1916 bestellt, mit der Marine-Nummer 609 am 11. August 1916 nach Warnemünde geliefert und am 21. August 1916 abgenommen. Der Propeller wurde von der Firma Wolff zugeliefert. Der Durchmesser betrug 2,85 m bei einer Steigung von 1,68. Im Oktober des Jahres wurden weitere 20 Stück geordert, die diesmal  bei der  LVG gebaut wurden. Im November 1916 lieferte die Goetze KG das letzte Exemplar der ersten Serie aus. Die Fertigung der beiden anderen Baulose wurde im April/Mai beziehungsweise im Juli/August 1917 abgeschlossen. Bekannte Marinenummern sind 580–585 und 609–618.
Insgesamt wurden 46 SF 2 produziert, die im Nord- und Ostseeraum zum Einsatz kamen. Aus der SF 2 wurde die SF 5 entwickelt.

## Aufbau
Die SF 2 war ein zweistieliger, verspannter, zweisitziger Doppeldecker mit einem durchgehenden Oberflügel gleichbleibender Tiefe mit schrägen Enden, auf dessen äußerer Oberseite noch zwei zusätzliche Spanntürme angebracht waren. Der untere Flügel war zweiteilig konstruiert, an den Untergurten des  Rumpfes angeschlossen und besaß eine Pfeilung von 3,5°. Die Staffelung zum oberen Flügel betrug 20°. Beide Flügel waren zweiholmige Holzkonstruktionen mit Stoffbespannung. Die dreistufigen Zwillingsschwimmer aus Holz besaßen einen flachen Boden, flache Seiten und eine gewölbte Oberseite. Die Besatzungskabinen waren offen und voneinander getrennt hintereinander angeordnet, wobei der Flugzeugführer vorn und der Beobachter dahinter saß.

## Bekannte Stückzahlen der Sablatnig SF 2
| Marinenummer | Baumuster | Hersteller | Stückzahl |
| ------------ | --------- | ---------- | --------- |
| 580–585      | BFT       | Sablatnig  | 6         |
| 609–618      | B         | Sablatnig  | 10        |
| 705–714      | B         | Sablatnig  | 10        |
| 791–800      | B         | LVG        | 10        |

## Technische Daten

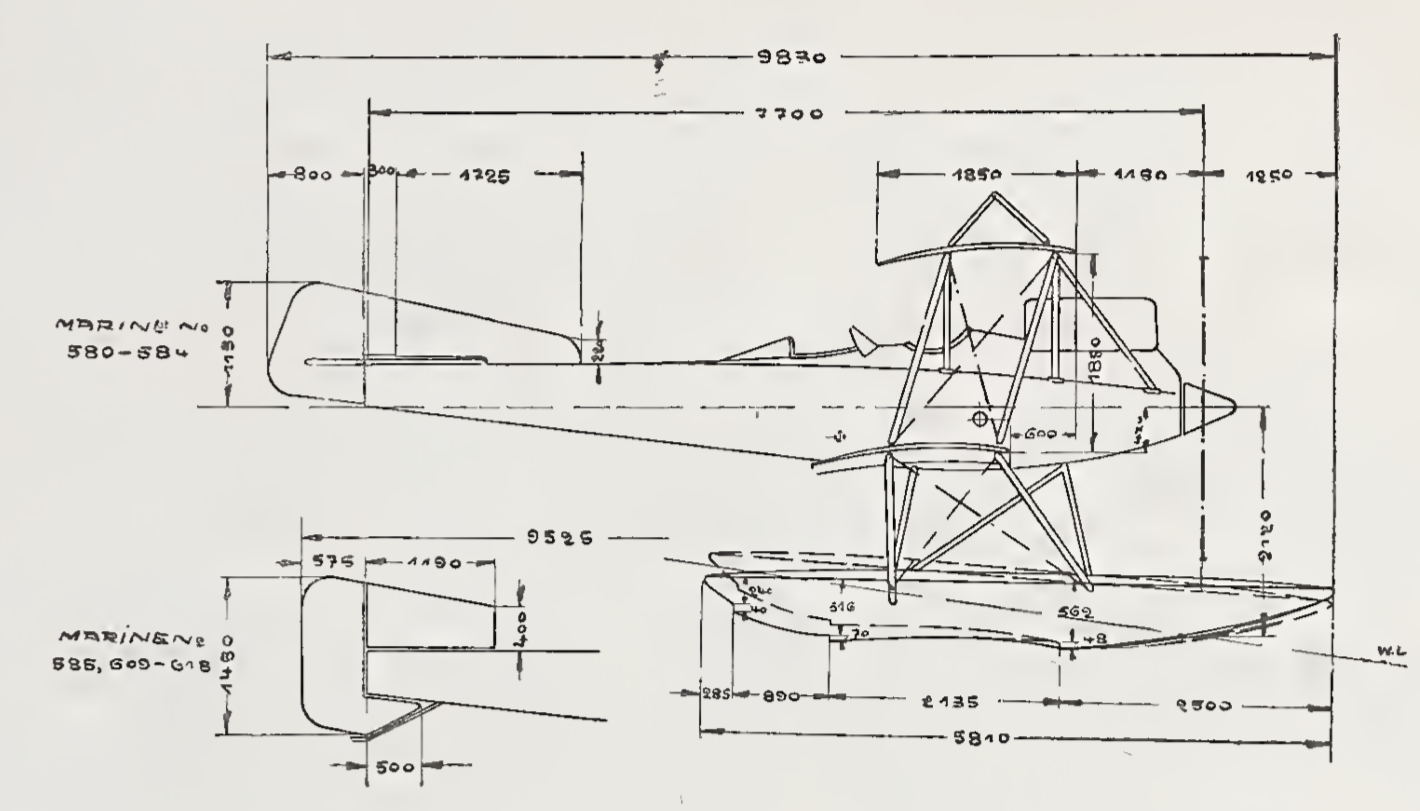
Seitenriss der SF 2

| Kenngröße             | Daten                                                                                       |
| --------------------- | ------------------------------------------------------------------------------------------- |
| Besatzung             | 2                                                                                           |
| Länge                 | 9,83 m zweite Serie 9,525 m                                                                 |
| Spannweite            | 18,53 m Unterflügel 13,39 m                                                                 |
| Höhe                  | 4,25 m                                                                                      |
| Flügelfläche          | 56 m²                                                                                       |
| Leermasse             | 1078 kg                                                                                     |
| Zuladung              | 619 kg                                                                                      |
| Startmasse            | 1797 kg                                                                                     |
| Höchstgeschwindigkeit | 130 km/h in Seehöhe                                                                         |
| Steigzeit auf 1000 m  | 11 min                                                                                      |
| Steigzeit auf 1500 m  | 18 min                                                                                      |
| Dienstgipfelhöhe      | 2500 m                                                                                      |
| Triebwerke            | ein wassergekühlter Sechszylinder-Reihenmotor Mercedes D III, 160 PS (118 kW) Startleistung |
| Bewaffnung            | –                                                                                           |
| Brennstofftank        | 290 l                                                                                       |
| Flugdauer             | 5 h                                                                                         |